# Барриос, Ярелис
Ярелис Барриос Кастаньеда (исп. Yarelys Barrios Castañeda, род. 12 июля 1983 года) — кубинская метательница диска. Бронзовая (2012) призёрка Олимпийских игр, 4-кратная призёрка чемпионатов мира (2007, 2009, 2011, 2013).
1 сентября 2016 года решением МОК из-за положительной допинг-пробы лишена серебряной медали Олимпийских игр 2008 года.
Чемпионка Кубы 2012 года с личным рекордом — 68,03 м.

## Достижения на этапах Бриллиантовой лиги
- 2010:  Qatar Athletic Super Grand Prix – 64,90м
- 2010:  Athletissima – 65,92 м
- 2010:  Meeting Areva – 65,53 м
- 2010:  Aviva London Grand Prix – 65,62 м
- 2010:  Memorial Van Damme – 65,96 м
- 2011:  Golden Gala – 64,18 м
- 2011:  Athletissima – 64,29 м
- 2011:  Herculis – 65,44 м
- 2011:  Memorial Van Damme – 65,33 м
- 2012:  Bislett Games – 63,57 м
- 2012:  Herculis – 64,49 м
- 2012:  Weltklasse Zürich – 61,73 м
- 2013:  Golden Gala – 64,41 м
- 2013:  Athletissima – 67,36 м
- 2013:  Herculis – 64,24 м